# Estádio Municipal de Portimão
O Estádio Municipal de Portimão, até há bem pouco tempo chamado de Estádio do Portimonense Sporting Clube, é um estádio situado no centro da cidade de Portimão, erguido em 1937 para satisfazer a equipa de futebol local, o Portimonense. O recinto tem capacidade para 4 961 espectadores sentados.

## História
Numa zona do centro de Portimão, uns amantes do Portimonense emprestaram o seu terreno para o Portimonense jogar provisoriamente, enquanto construía o seu estádio, no terreno oferecido pelo Major David Neto, a construção deste estádio acabou por não se realizar até hoje. O estádio (provisório) assistiu a muitos anos de história e a muitos triunfos do Portimonense, inclusive na Primeira Liga aquando dos anos 80. 
Há bem pouco tempo, os seus herdeiros e novos proprietários do terreno reclamaram o solo do espaço para si. O caso foi a tribunal e a equipa alvinegra acabou por se ver forçada a disputar jogos profissionais no Estádio Algarve, a setenta quilómetros de Portimão, durante largos meses de 2006.
Em Fevereiro de 2007 o Portimonense retorna a “casa” e os aspectos burocráticos acabam da melhor forma: em Julho de 2007 a Câmara Municipal de Portimão adquire a posse dos terrenos do estádio e este passa a chamar-se "Estádio Municipal de Portimão". 
É nessa altura que recebe algumas obras de requalificação a fim de poder participar nas competições profissionais da Liga: são colocadas cadeiras (verdes, cor da cidade), torniquetes e câmaras de videovigilância e é retirada a pala que cobria a bancada oeste (dos sócios) pois não garantia todas as normas de segurança. O Portimonense jogou com o estádio assim durante 3 anos, até que em 2010, confirmado após 20 anos o regresso do Portimonense à Primeira Divisão, surgiu a necessidade de entrar de novo com a infraestrutura em obras a fim de cobrir necessidades mais exigentes.
Atualmente o estádio recebe obras de adaptação que consistem em mandar abaixo a bancada topo norte (também conhecida como "peão") para a instalação de uma bancada provisória; novo relvado e respectivo sistema de drenagem; nova pala na bancada oeste - estes melhoramentos consistem na maior fatia de gastos por parte da Câmara que, no entanto, serão recuperáveis pois o objetivo é que "transitem" para o Estádio da Restinga, em Alvor, logo assim que o Estádio Municipal de Portimão for demolido, o que deverá acontecer aquando da construção do novo Complexo Desportivo de Portimão (no Barranco do Rodrigo). Das obras atuais também fazem parte o reforço da iluminação artificial, melhoramento dos camarotes de imprensa, comerciais e presidenciais, melhoramento dos balneários e de casas de banho; demolição do ringue exterior ao estádio, pinturas, etc..
O Estádio Municipal de Portimão volta, após 20 anos, a receber jogos da Primeira Liga, de cara lavada.  

### Retorno à primeira divisão em 2017
O Portimonense volta em 2017 à Liga Nos (Primeira Liga), conquistando, com 83 pontos, o título de campeão de Liga LedmanPro (Segunda Liga). Estabelecendo o recorde de pontos obtidos na mesma competição. Foi acompanhado na subida pelo Desportivo das Aves, que foi segundo classificado.
Com a subida, voltou-se a apostar na remodelação do estádio, mais especificamente na substituição do relvado, que não tinha condições para a mais alta competição portuguesa. Problemas como a drenagem em dias de chuva, tornavam o relvado "injogável", com formações de lençóis de água volumosos e zonas de depressão.
Os trabalhos de remodelação contemplam, para além do novo relvado, a troca de todo o sistema de rega, bem como a substituição da drenagem existente.
Também o antigo campo de treinos, Estádio Dois Irmãos, foi transformado num centro de estágio e formação, cuja remodelação ficou, também, a cargo da RED.
Condecorado pela Liga portuguesa de futebol com o troféu melhor relvado das competições profissionais portuguesas dois anos consecutivos 2017/18 e 2018/19.